# 2gether 4ever世界巡迴演唱會
《Together Forever世界巡回演唱會》（風格化為2gether 4ever世界巡迴演唱會），是台灣女子演唱團體S.H.E的第四次大型巡迴演唱会，這一次巡迴演唱會的名稱「2gether 4ever」是來自於S.H.E的《Together》和《Forever》兩張精選輯作為演唱會的概念。演唱會由必應創造製作。

## 巡演歷程
此次巡迴演唱會自2013年6月22日、6月23日兩日於台北小巨蛋首站揭開序幕，也成為第一組三度在台北小巨蛋開唱的台灣團體，同時也是第一組連續兩天連唱兩場的台灣團體。
此次巡迴演唱會亦是S.H.E中的Selina於上海拍戲燒傷意外後休養並復出後的首個巡迴演唱會。所以，為遷就Selina行動不便，原本此次巡演只限15埸內，但之後又因距離上次開唱相隔將近快三年多的時間。因此，門票於開賣當天，也一度造成售票系統當機，除此之外，台北場兩場演唱會門票約三小時完售，總票房約6200萬元。
但之後因反應熱烈，於是在香港場演唱會時，S.H.E宣布2014年將加開第二階段的《Together Forever世界巡迴演唱會》安可場。2014年返回家鄉台灣舉辦安可場，高雄場7月19日於高雄巨蛋及台北場8月9日、8月10日於台北小巨蛋，共三場3萬3千張門票秒殺，在售票日當天破紀錄33分鐘內完售，而台北安可場兩場票房總收入約新台幣6300萬元。
2014年8月8日，收錄了2013年6月22日、23日在台北小巨蛋舉行的「S.H.E 2GETHER 4EVER世界巡迴演唱會」的現場影音——《2GETHER 4EVER演唱會影音館》正式推出。最後，憑此影音專輯於IFPI香港唱片銷量大獎頒獎禮2014獲得『十大銷量國語唱片』獎項。
此次巡演在2014年8月23日於廣州場尾場結束，總共在14個城市共舉辦22場，總票房大約總共超過6億6000萬元以上。其中，此次巡演在台灣共舉辦5場（台北4場、高雄1場），創下華語流行音樂團體單次巡演最多場的記錄，以及單次巡演總場次(數)最多場的記錄，也是第一組最早四度在台北小巨蛋開唱的華語流行音樂演唱團體。
2015年7月10日，收錄了2014年8月9日、10日在台北小巨蛋舉行的「S.H.E 2GETHER 4EVER世界巡迴演唱會安可場」的現場影音——《2GETHER 4EVER ENCORE演唱會影音館》正式推出。最後，憑此影音專輯於IFPI香港唱片銷量大獎頒獎禮2015獲得『十大銷量國語唱片』獎項。

2013年《2gether 4ever世界巡迴演唱會》海報

## 簡介
此次巡迴演唱會是Selina燒傷復出後所舉辦的巡演，已往過去的巡演大多在戶外「體育場」舉行為主，則此次巡演為遷就Selina身體狀況而改以室內的「體育館」舉行為主。此次巡迴演唱會第一階段至巡演安可場，皆安置全亞洲第一個首次用於大型巡迴演唱會的巨型「3D全息浮空立體投影（3D Hologram）」和三維渲染技術媒體伺服器等昂貴器材與最先進技術，並配合1500片LED打造的大螢幕，當表演〈不想長大〉、〈Remember〉以及〈中國話〉時舞台上的「浮空立體投影幕」會有S.H.E事先預錄好的15個S.H.E虛幻人影以及虛幻影像與本尊有互動，而演唱到「不想長大」時，則是與4年前的《愛而為一世界巡演》中的自己跨時空對唱和互動，而2014年"安可場"則在演唱〈宇宙小姐〉、〈Remember〉以及〈中國話〉時，出動了五座互動式LED「升降魔方舞台」，然後S.H.E會在此舞台上演唱帶有舞蹈的快歌組曲以及和該「升降魔方舞台」有著互動式的演出，而此次巡演至巡演安可場全場觀眾皆附有「三葉草互動式螢光棒」會在各橋段隨著演出內容的不同有著不同的變化，其中此次巡演2013年6月22日、6月23日的"台北場"更斥資300萬元製作了「三葉草互動螢光棒」，並且此次巡演"安可場"一半以上的服裝與曲目將會更新，舞台機關硬體設備也都是全新的技術與設計，還增加了「彩蛋歌」的環節，目的是讓S.H.E在演唱會上可以演唱鮮少在公開演出場合演唱的歌曲，而決定演唱的曲目是透過LED大螢幕顯示出來的歌單，再利用拉霸轉盤的方式來決定演唱的曲目，當轉盤轉到的歌曲就是要演唱的「彩蛋歌」，此次巡迴演唱會"安可場"在服裝製作、舞台設計、硬體設備上都有新的創新，而在演唱曲目上也有更新。

## 巡演地點
| 日期               | 城市       | 國家/地區  | 場地                         | 表演嘉賓   | 觀眾人數      | 附註 |
| ------------------ | ---------- | ---------- | ---------------------------- | ---------- | ------------- | --- |
| 第一階段           |            |            |                              |            |               | |
| 2013年6月22日      | 台北       | 臺灣       | 台北小巨蛋                   |            | 大約12,000人  | 首次在小巨蛋連開兩場，兩場皆為「旗艦場」。 |
| 2013年6月23日      | 台北       | 臺灣       | 台北小巨蛋                   |            | 大約12,000人  | 首次在小巨蛋連開兩場，兩場皆為「旗艦場」。 |
| 2013年6月29日      | 澳門       | 澳門       | 金光綜藝館                   |            | 大約12,000人  | |
| 2013年7月13日      | 上海       | 中国       | 梅赛德斯奔驰文化中心         |            | 大約13,000人  | |
| 2013年7月20日      | 吉隆坡     | 马来西亚   | 武吉加里爾布特拉室內體育館   |            | 大約12,000人  | |
| 2013年8月10日      | 廣州       | 中国       | 廣州體育館                   |            | 大約10,000人  | |
| 2013年8月31日      | 成都       | 中国       | 四川省體育館                 |            | 大約8,000人   | |
| 2013年9月7日       | 南京       | 中国       | 南京奥體中心體育館           |            | 大約13,000人  | |
| 2013年9月13日      | 北京       | 中国       | 首都體育館                   |            | 大約12,000人  | |
| 2013年10月12日     | 香港       | 香港       | 香港體育館                   |            | 大約11,000人  | 首次在紅館連開三場，也是台灣唯一三度站上紅館開唱的流行音樂團體。門票於開賣後火速售罄，因搶票情況熱烈，一度造成訂票系統當機半小時，最終於開賣後一小時全部售罄，因購票情況熱烈，於是宣布10月14日再加開一場，於開賣後一小時全部售罄。 |
| 2013年10月13日     | 香港       | 香港       | 香港體育館                   |            | 大約11,000人  | 首次在紅館連開三場，也是台灣唯一三度站上紅館開唱的流行音樂團體。門票於開賣後火速售罄，因搶票情況熱烈，一度造成訂票系統當機半小時，最終於開賣後一小時全部售罄，因購票情況熱烈，於是宣布10月14日再加開一場，於開賣後一小時全部售罄。 |
| 2013年10月14日     | 香港       | 香港       | 香港體育館                   |            | 大約11,000人  | 首次在紅館連開三場，也是台灣唯一三度站上紅館開唱的流行音樂團體。門票於開賣後火速售罄，因搶票情況熱烈，一度造成訂票系統當機半小時，最終於開賣後一小時全部售罄，因購票情況熱烈，於是宣布10月14日再加開一場，於開賣後一小時全部售罄。 |
| 2013年10月20日     | 天津       | 中国       | 天津體育中心                 |            | 大約11,000人  | |
| 2013年10月26日     | 新加坡     | 新加坡     | 新加坡室內體育館             |            | 大約8,000人   | 巡演第一階段終點站。 |
| 第二階段（安可場） |            |            |                              |            |               | |
| 2014年5月17日      | 深圳       | 中国       | 华润深圳湾体育中心春茧体育馆 |            | 大約12,000人  | 巡演Encore場首站。 彩蛋歌：愛我的資格 |
| 2014年5月25日      | 太原       | 中国       | 山西省体育中心体育馆         |            | 不適用        | 因故取消。 |
| 2014年5月31日      | 武汉       | 中国       | 武汉沌口体育馆               |            | 大約13,000人  | 彩蛋歌：落大雨 |
| 2014年7月5日       | 重慶       | 中国       | 重慶國際博覽中心             |            | 不適用        | 因故取消。 |
| 2014年7月12日      | 上海       | 中国       | 梅赛德斯奔驰文化中心         |            | 大約13,000人  | 彩蛋歌：無可取代 |
| 2014年7月19日      | 高雄       | 臺灣       | 高雄巨蛋                     |            | 大約11,000人  | 首次高雄開唱。 彩蛋歌：Nothing Ever Changes |
| 2014年8月2日       | 北京       | 中国       | 萬事達中心                   |            | 大約15,000人  | 北演之夏演出季：七夕情歌演唱會。 彩蛋歌：612星球 |
| 2014年8月9日       | 台北       | 臺灣       | 台北小巨蛋                   | 五月天     | 大約13,000人  | 獻唱〈城裡的月光〉為高雄氣爆祈福。 彩蛋歌：記得要忘記（希望版） |
| 2014年8月10日      | 台北       | 臺灣       | 台北小巨蛋                   | 動力火車   | 大約13,000人  | 獻唱〈城裡的月光〉為高雄氣爆祈福，並於"安可二"時演唱〈月亮代表我的心〉。 彩蛋歌：冰箱 |
| 2014年8月23日      | 廣州       | 中国       | 廣州國際體育演藝中心         |            | 大約13,000人  | 最終場。 彩蛋歌：沿海公路的出口 |
| 觀眾總人數         | 觀眾總人數 | 觀眾總人數 | 觀眾總人數                   | 觀眾總人數 | 約259,000人次 | |

## 演出曲目

### 2013年6月22~23日 台北場
Part 1
1. SHERO
2. 迫不及待
3. 痛快
4. 遠方
5. 還我
6. Belief

Part 2
1. 厚臉皮（Ella Solo）
2. 壞女孩（Ella Solo）
3. Love!（Hebe Solo）
4. 寂寞寂寞就好（Hebe Solo）
5. 夢（Selina Solo）
6. 愛我的每個人（Selina Solo）

Part 3
1. 花都開好了
2. 心還是熱的
3. 像女孩的女人

Part 4
1. 不想長大
2. Remember
3. 中國話
4. 波斯貓
5. 我愛雨夜花
6. 倫敦大橋垮下來
7. 宇宙小姐

Part 5
1. 明天的自己（A CAPPELLA Ver.）
2. 熱帶雨林
3. 圍巾(6/22)／夏天的微笑(6/23)
4. 老婆
5. 親愛的樹洞
6. 天灰

Part 6
1. 五月天
2. 愛呢
3. 天使在唱歌
4. 幸福留言
5. 魔力
6. 天亮了
7. Super Star
8. 我愛你

Encore：
1. 花又開好了
2. 戀人未滿
3. 美麗新世界

Encore2：
1. 不說再見(6/23)

### 2013年10月12~14日 香港場
Part 1
1. SHERO
2. 迫不及待
3. 痛快
4. 遠方
5. Belief

Part 2
1. 厚臉皮（Ella Solo）
2. 壞女孩（Ella Solo）
3. Love!（Hebe Solo）
4. 寂寞寂寞就好（Hebe Solo）
5. 夢（Selina Solo）
6. 愛我的每個人（Selina Solo）

Part 3
1. 花都開好了
2. 心還是熱的
3. 像女孩的女人

Part 4
1. 不想長大
2. Remember
3. 中國話
4. 波斯貓
5. 宇宙小姐

Part 5
1. 明天的自己（A Cappella Version）
2. 熱带雨林
3. K歌之王（粵語版，10/12）／約定（粵語版，10/13）
4. 老婆
5. 天灰

Part 6
1. 五月天
2. 愛呢
3. 天使在唱歌
4. 幸福留言
5. 魔力
6. 天亮了
7. Super Star
8. 我愛你

Encore
1. 花又開好了
2. 戀人未满
3. 眉飛色舞（粵語版，10/14）
4. 美麗新世界（Ending）

### 2014年 ENCORE場
Part 1
1. Super Star
2. 迫不及待
3. 星光
4. 他還是不懂
5. 還我
6. 別說對不起

Part 2
1. 後來（Ella Solo）
2. 真的我（Ella Solo）
3. 終身大事（Hebe Solo）
4. 無常（Hebe Solo）
5. 青春是（Selina Solo）
6. 我的溫柔只有你看得見（Selina Solo）

Part 3
1. 星星之火
2. 熱帶雨林
3. 老婆
4. 明天的自己
5. (彩蛋歌)

Part 4
1. 宇宙小姐
2. Remember
3. 中國話
4. 波斯貓
5. 不想長大
6. 天使在唱歌
7. 幸福留言
8. 魔力

Part 5
1. SHERO
2. 愛就對了
3. 天亮了
4. 五月天
5. 愛呢
6. 花又開好了

Part 6
1. 戀人未滿
2. 美麗新世界

各場特別曲目：
1. 深圳場：愛我的資格(彩蛋歌)
2. 武漢場：落大雨(彩蛋歌)
3. 上海場：無可取代(彩蛋歌)／Yes I Love You
4. 高雄場：Nothing Ever Changes(彩蛋歌)／快樂的出航+山頂黑狗兄+愛情恰恰
5. 北京場：612星球(彩蛋歌)
6. 台北場(8/9)：城裡的月光／記得要忘記(希望版，彩蛋歌)／傷心的人別聽慢歌(with 五月天)／五月天:離開地球表面
7. 台北場(8/10)：城裡的月光／冰箱(彩蛋歌)／彩虹+痛快(with 動力火車)／動力火車:天空／月亮代表我的心(安可二)
8. 廣州場：沿海公路的出口(彩蛋歌)

## 演唱會影音
| 發行日期      | 名稱                                | 版本     | 附註                                                      |
| 2014年8月8日  | 2GETHER 4EVER演唱會影音館           | DVD／BD  | 收錄於2013年6月22日、23日臺北小巨蛋舉辦之演唱會現場影音。 |
| 2014年8月25日 | 2GETHER 4EVER World Tour 2013演唱會 | 數位發行 | 收錄於2013年6月22日、23日臺北小巨蛋舉辦之演唱會現場專輯。 |
| 2015年7月10日 | 2GETHER 4EVER ENCORE演唱會影音館    | DVD／BD  | 收錄於2014年8月9日、10日臺北小巨蛋舉辦之演唱會現場影音。  |
| 2015年7月16日 | 2GETHER 4EVER ENCORE                | 數位發行 | 收錄於2014年8月9日、10日臺北小巨蛋舉辦之演唱會現場專輯。  |

## 共同演出
- 音樂總監
  - 王治平

- 樂手
  - Keyboard1&Band Leader：呂聖斐
  - Keyboard2：張晁毓
  - Bass手：程
  - Program：黃文萱
  - 鼓手：楊凱淋
  - 吉他手1：劉信宏（Josa）
  - 吉他手2：鍾承洋

- 合音天使
  - 合音1：馬毓芬
  - 合音2：黃怡
  - 合音3：梁世韻

## 安可場共同演出
- 音樂總監
  - 王治平

- 樂手
  - Bass手&Band Leader：程杰
  - Keyboard：張晁毓
  - 鼓手：楊凱淋
  - 吉他手1：劉信宏（Josa）
  - 吉他手2：鍾承洋
  - Program：黃文萱
  - 小提琴手：于京延（阿滾）
  - 亞斯音樂藝術

- 合音天使
  - 合音1：馬毓芬
  - 合音2：梁世韻
  - 合音3：梁世達

## 演唱會製作
- 製作單位
  - 必應創造
- 製作人
  - 周佑洋
- 視覺總監
  - 楊宗錞

## 外部連結
- YouTube上的《Together Forever》世界巡迴演唱會 CF(S.H.E篇)
- YouTube上的《2GETHER 4EVER》給S.H.E 的魔力小伙伴
- YouTube上的S.H.E 2GETHER 4EVER 世界巡迴演唱會2014安可場